# 마하 고고고
마하 고고고(일본어: マッハGoGoGo : マッハ ゴー ゴー ゴー, 영어: Mach GoGoGo 또는 New Mach GoGoGo)는 일본 다쓰노코 프로덕션에서 만든 애니메이션이다. 미국에서는 Speed Racer라는 제목으로 방영되었고, 총 52화가 제작되었다. 대한민국에서는 달려라 번개호라는 제목으로 동양방송에서 방영되었다.

## 대한민국에서의 방영
《달려라 번개호》는 동양방송(TBC, 채널 7)에서 1976년 8월 5일부터 10월 28일까지 매주 목요일 저녁 6시에 30분간 방영되었다.

## 대한민국에서의 제공 시보
- 일동제약

## 같이 보기
- 스피드 레이서